# Luigi Cremona

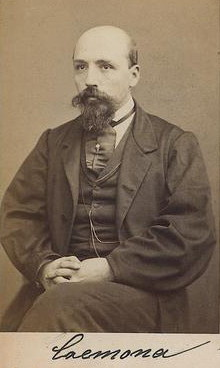
Luigi Cremona

Antonio Luigi Gaudenzio Giuseppe Cremona (* 7. Dezember 1830 in Pavia, Lombardei; † 10. Juni 1903 in Rom) war ein italienischer Mathematiker, Statiker und zuletzt Politiker.

## Leben
Cremona wuchs auf und studierte in Pavia. In den Aufständen 1848/1849 beteiligte er sich als Unteroffizier an der Verteidigung Venedigs gegen die Österreicher. Wegen ihrer Tapferkeit erhielten sie freien Abzug und Cremona setzte sein Ingenieurstudium in Pavia fort. Dabei studierte er auch Mathematik bei Francesco Brioschi und Felice Casorati. 1852 promovierte er, konnte danach aber zunächst wegen seiner revolutionären Vergangenheit keine Lehrerstelle finden und gab Privatunterricht bei verschiedenen Familien, veröffentlichte aber nebenbei schon wissenschaftliche Arbeiten. 1857 wurde er Gymnasiallehrer in Cremona und 1859 in Mailand. 1860 wurde er auf königlichen Erlass hin kurz vor der Vereinigung Italiens Professor in Bologna und ab 1866 in Mailand am Polytechnischen Institut. Ab 1873 war er an der Universität in Rom und Leiter der dortigen Ingenieurschule.
1879 ging er in die Politik und wurde Senator. Nach seiner Ernennung zum Erziehungsminister gab er die wissenschaftliche Arbeit auf. 
1902 wurde er in die American Academy of Arts and Sciences gewählt. Ab 1879 war er auswärtiges Mitglied der Royal Society und ab 1883 Ehrenmitglied (Honorary Fellow) der Royal Society of Edinburgh. 1898 wurde er korrespondierendes Mitglied der Académie des sciences in Paris. Er war Mitglied der Bayerischen und der Preußischen Akademie der Wissenschaften sowie der Akademie der Wissenschaften zu Göttingen. 1871 wurde er Ehrenmitglied der London Mathematical Society, 1881 auswärtiges Mitglied der Königlich Niederländischen Akademie der Wissenschaften und 1898 assoziiertes Mitglied der Académie royale des Sciences, des Lettres et des Beaux-Arts de Belgique. 1964 wurde der Mondkrater Cremona nach ihm benannt. Er starb an einem Herzanfall.

## Wirken
Cremona entwickelte den Cremonaplan (Cremona-Kräfteplan), eine zeichnerische Methode, um Stabkräfte von statisch bestimmten Fachwerken zu bestimmen. Dabei baute er auf Arbeiten von James Clerk Maxwell auf. Der Cremonaplan ist noch heute in der Baustatik eine einfache Methode der Stabstatik und der Fachwerktheorie. Zu seinem Werk gehören weiterhin geometrische Arbeiten über algebraische Kurven und Flächen. Hier sind die Cremona-Transformationen nach ihm benannt. Er untersuchte sie in mehreren Arbeiten 1863–1865, für die er 1866 den Steiner-Preis erhielt. Cremona war ein ausgezeichneter Lehrer und war einer der Begründer der italienischen geometrischen Schule. Einer seiner Schüler war Giuseppe Veronese.

## Schriften (Auswahl)
- Corso di statica grafica. Mailand 1867. (Digitalisat)
- Elemente der projektiven Geometrie. Cotta, Stuttgart 1882. (Digitalisat) Elementi di geometria proiettiva. (1873)
- Elementi di calcolo grafico. Paravia, Turin 1874. (Digitalisat)
- Graphical statics. Two treatises on the graphical calculus and reciprocal figures in graphical statics. Übersetzt von Thomas Hudson Beare (1890)
- Opere matematiche. 3 Bände. Hoepli, Mailand 1914–1917. (Digitalisat Band 1), (Band 2), (Band 3)